# Isolaimium stictochroum
Isolaimium stictochroum is een rondwormensoort uit de familie van de Isolaimiidae. De wetenschappelijke naam van de soort is voor het eerst geldig gepubliceerd in 1961 door Timm.